# Volkswagen Slovakia
Volkswagen Slovakia, a.s. ist ein Automobilhersteller in der Slowakei und eine Tochtergesellschaft der Volkswagen AG.

## Geschichte

### Vorgeschichte
Am Standort Bratislava hätten bereits im 1971 gegründeten Bratislavské automobilové závody n.p. (BAZ) Modelle der Marke Škoda hergestellt werden sollen. Bereits davor waren Vorgängerunternehmen mit der Produktion von Teilen für Tatra zuständig, als Abteilung von Tatra versuchte die eigene Entwicklungsabteilung in Bratislava auch eigene Tatra-Fahrzeuge zu konstruieren (bspw. Tatra 603 MB). In den 1960ern reifte bei der Regierung der Wunsch, den slowakischen Landesteil verstärkt zu industrialisieren und ein eigenes Automobilwerk aufzubauen. Erst ab 30. April 1982 wurde dort die Serienproduktion des Coupé Škoda Garde aufgenommen. Weitere Modelle sollten folgen. Nach ursprünglicher Vereinbarung von 1980 sollten jährlich rund 100.000 Fahrzeuge produziert werden. Diese Ziele wurden weit verfehlt: Das Werk in Bratislava schaffte es bis August einen Bruchteil von 63 Fahrzeugen herzustellen. Niedrige Produktionsmengen und Qualitätsprobleme hielten sich bis zum Ende der Pkw-Produktion im Jahr 1987 mit dem Nachfolgemodell Škoda Rapid an. Nach dem Ende der Pkw-Produktion in dem Werk wurde eine leicht modernisierte Version des Praga V3S produziert. Weiterhin diente das Werk und im Land verteilte Zweigstellen als Zulieferer von Fahrwerkskomponenten des Škoda Favorit.

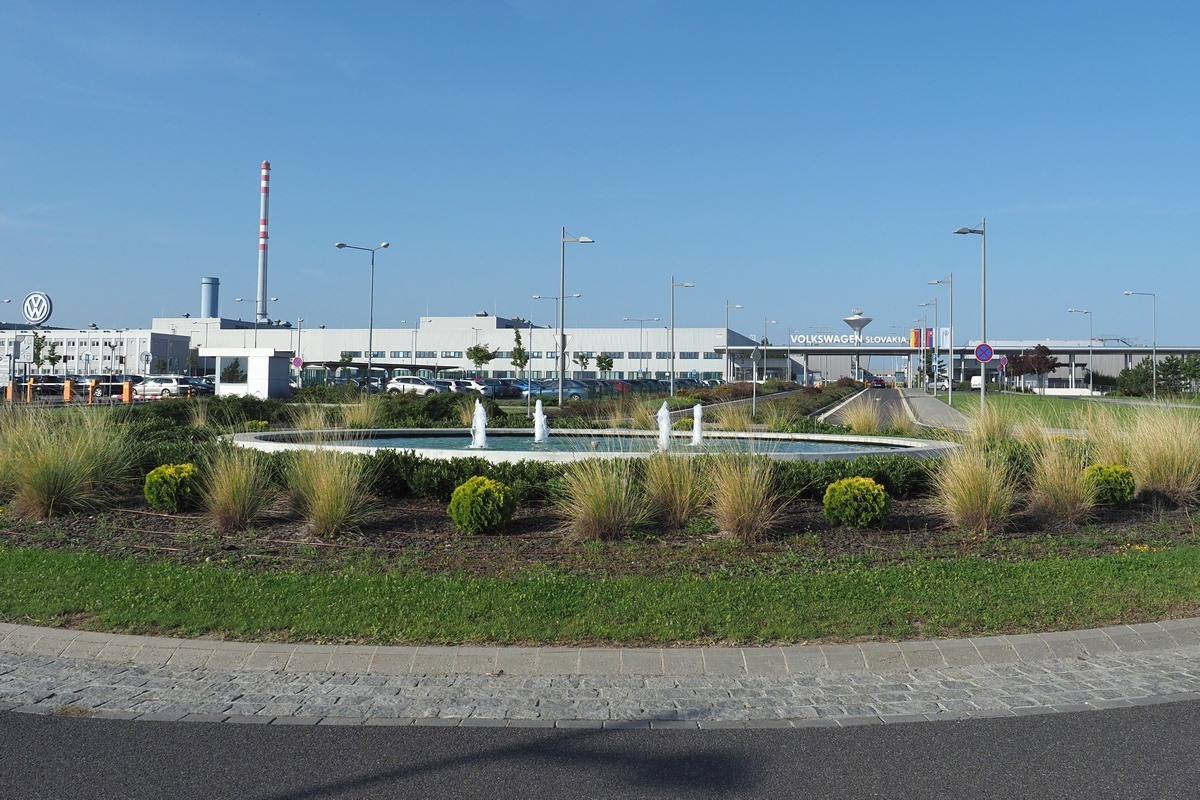
Volkswagen Slovakia Werk in Bratislava

### Übernahme durch Volkswagen
Nach der Samtenen Revolution wurde eine Privatisierung der Wirtschaft eingeleitet. Der Staatsbetrieb Bratislavské automobilové závody š.p. wurde 1990 aufgelöst und eine Aktiengesellschaft Bratislavské automobilové závody a.s. gegründet. Auf der Suche nach einem Partner verhandelte die slowakische Regierung mit 12 Herstellern, von denen GM/Opel, Renault, Peugeot und VW in die zweite Runde kamen. Am Ende konnte sich Volkswagen – trotz sechs Wochen exklusiver Verhandlungen der Regierung mit GM – in acht von zehn entscheidenden Punkten gegen General Motors behaupten, das zudem für den Fall einer Übernahme Zuschüsse für den Standort gefordert hatte. Diese Mittel konnte die Regierung mangels liquider Mittel aber nicht zusichern.
Schließlich wurde 1991 von der Volkswagen AG (80 %) und BAZ (20 %) das Joint Venture Volkswagen Bratislava, s.r.o. gegründet. Im Jahr 1994 übernahm Volkswagen die restlichen 20 Prozent von BAZ. Im Jahr 1998 fusionierten Volkswagen Bratislava und die kurz zuvor von der Volkswagen AG gegründete Aktiengesellschaft Volkswagen Slovakia. Volkswagen Bratislava ist damit erloschen, so dass Volkswagen Slovakia rechtlicher Nachfolger wurde.
Die Serienproduktion begann in Bratislava am 14. Februar 1992 mit dem VW Passat B3. Die Produktion konnte von 2230 Fahrzeugen im ersten Jahr bis 1996 auf 30.147 Exemplare gesteigert werden. Im Jahr 1998 wurden bereits 125.281 Fahrzeuge hergestellt.
Bis 2005 hat die Volkswagen AG in diese Tochtergesellschaft 1,175 Mrd. EUR investiert.
Im Jahr 2017 wurde das fünfmillionste Fahrzeug produziert. Mehr als 99 Prozent der Produktion wird exportiert.

## Standorte
Das Unternehmen hat vier Standorte: Bratislava (Automobilproduktion), Martin (Herstellung von Getriebe- und Fahrwerkskomponenten, seit 2000), Košice (Vorbereitung von Fahrzeugen für den russischen Markt, seit 2004) und Stupava (Werkzeugbau, seit 2014).